# Зографу (дем Ситония)
Зографу (на гръцки: Ζωγράφου) е селище, къмпинг в Северна Гърция, на полуостров Ситония. Селището е част от дем Ситония на област Централна Македония и според преброяването от 2001 година има 12 жители. Разположено е на западния бряг на Светогорския залив, на няколко километра югоизточно от Вурвуру.